# Donizete Oliveira
Donizete Oliveira est un footballeur brésilien né le 21 février 1968. Il évoluait au poste de milieu de terrain.